# جی‌پی کوپر
جی‌پی کوپر (انگلیسی: JP Cooper؛ زادهٔ ۲ نوامبر ۱۹۸۳) خواننده بریتانایی است. وی از سال ۲۰۱۲ میلادی تاکنون مشغول فعالیت بوده‌است و با ترانه‌های غریبه‌های ایده‌آل (به همراهی جوناس بلو) و ترانه سپتامبر مشهور شد که اولی در چارت اکثر کشورهای جهان به رتبه زیر ده رسید و دومی نیز موفقیت تجاری در بریتانیا داشت و در چارت آن در موقعیت هفتم قرار گرفت.

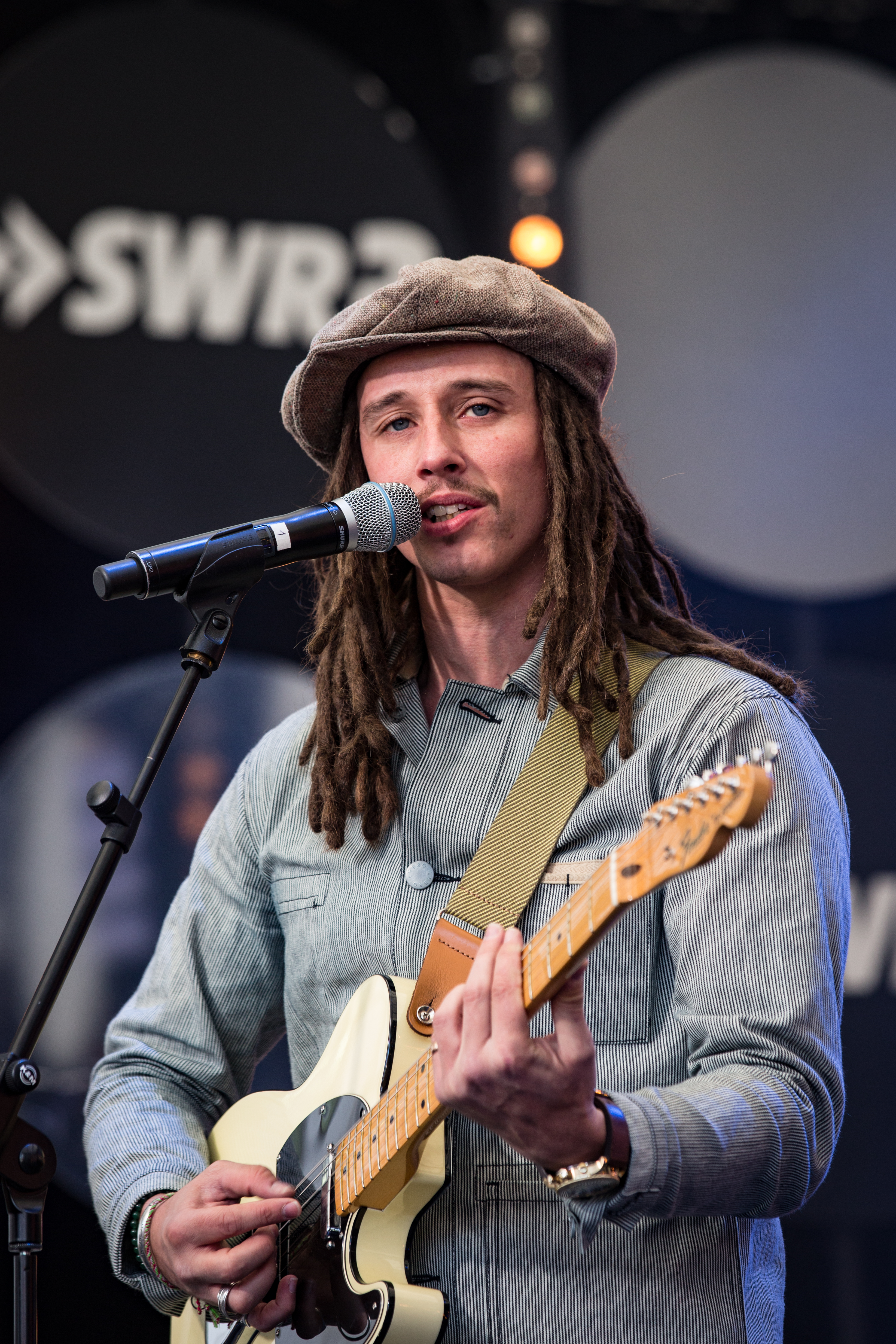
JP Cooper 2017